# Bahnstrecke Wrist–Itzehoe
| Wrist–Itzehoe · Bahnen in Schleswig-Holstein 1899 |

| Strecke                                                  |      | von Hamburg-Altona                 | von Hamburg-Altona                 |
| Bahnhof                                                  | 52,2 | Wrist                              | Wrist                              |
| Abzweig geradeaus und nach rechts                        |      | nach Kiel                          | nach Kiel                          |
|                                                          |      | Streckenende                       |                                    |
| Brücke über Wasserlauf (Strecke außer Betrieb)           |      | Stör                               | Stör                               |
| Bahnhof (Strecke außer Betrieb)                          | 55,1 | Kellinghusen                       | Kellinghusen                       |
| Abzweig geradeaus und nach links (Strecke außer Betrieb) |      | Hafenbahn Kellinghusen             | Hafenbahn Kellinghusen             |
| Bahnhof (Strecke außer Betrieb)                          | 59,2 | Mühlenbarbek                       | Mühlenbarbek                       |
| Bahnhof (Strecke außer Betrieb)                          | 62,1 | Hohenlockstedt / Lockstedter Lager | Hohenlockstedt / Lockstedter Lager |
| Haltepunkt / Haltestelle (Strecke außer Betrieb)         |      | Schlotfeld                         | Schlotfeld                         |
| Bahnhof (Strecke außer Betrieb)                          | 71,0 | Edendorf                           | Edendorf                           |
| Abzweig ehemals geradeaus und von rechts                 |      | von Westerland                     | von Westerland                     |
| Bahnhof                                                  | 73,6 | Itzehoe                            | Itzehoe                            |
| Strecke                                                  |      | nach Elmshorn                      | nach Elmshorn                      |

Die Bahnstrecke Wrist–Itzehoe war eine eingleisige Nebenbahn in Schleswig-Holstein.

## Streckenbeschreibung
Die rund 22 Kilometer lange Strecke verband den Ort Wrist an der Bahnstrecke Hamburg-Altona–Kiel mit der westlich gelegenen Kreisstadt Itzehoe an der Marschbahn. Wichtigster Unterwegshalt war der Bahnhof Kellinghusen in der Kleinstadt Kellinghusen. Die Strecke führte durch eine flache Geestlandschaft und diente neben der Bedienung der Unterwegsbahnhöfe der direkten Verbindung von Itzehoe mit Wrist, Neumünster und Kiel mit Vermeidung des etwa 60 Kilometer längeren Umwegs über Elmshorn.

## Geschichte

### Inbetriebnahme
Die Strecke wurde am 1. August 1889 in Betrieb genommen. Die Kilometrierung der Strecke erfolgte vom Bahnhof Hamburg-Altona als Ausgangspunkt.

### Verkehr

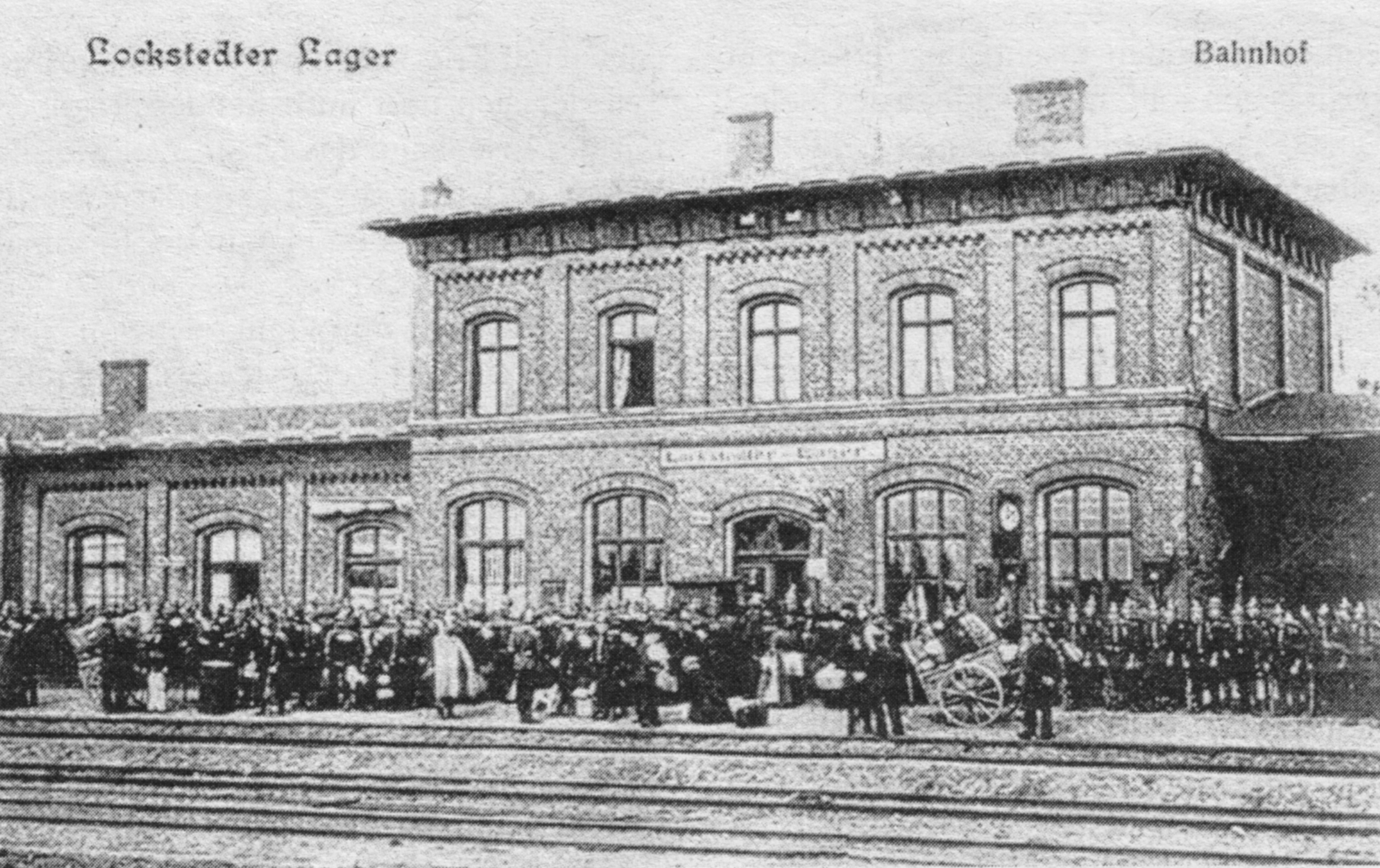
Bahnhof Lockstedter Lager 1913

Im Jahr 1914 verkehrten täglich sieben Zugpaare über die Gesamtstrecke, hinzu kamen vier Zugpaare zwischen Kellinghusen und Wrist. Im Kursbuch von 1944 sind neun Zugpaare verzeichnet, 1963 waren es werktags zwölf Zugpaare; an Feiertagen verkehrten nur Busse.
Am 27. September 1975 wurde der Personenverkehr auf der Schiene wegen mangelnder Nachfrage eingestellt und durch Busse ersetzt.
Im Güterverkehr wurden folgende Abschnitte der Strecke nach der Einstellung des Personenverkehrs noch bedient: Itzehoe–Edendorf bis zum 31. Dezember 1994 und Kellinghusen–Hohenlockstedt bis zum 1. März 1994, Wrist–Kellinghusen bis zum 28. Mai 1995.

### Stilllegung
Die Stilllegung der Strecke wurde im Abschnitt Itzehoe–Edendorf nach der Genehmigung durch das Eisenbahn-Bundesamt vom 22. Februar 1995 am 1. April 1995 vollzogen. Der Abschnitt Wrist–Kellinghusen wurde nach der Genehmigung vom 24. Oktober 1995 am 1. Januar 1996 stillgelegt.

Lage der Strecke auf einer Karte von 1893
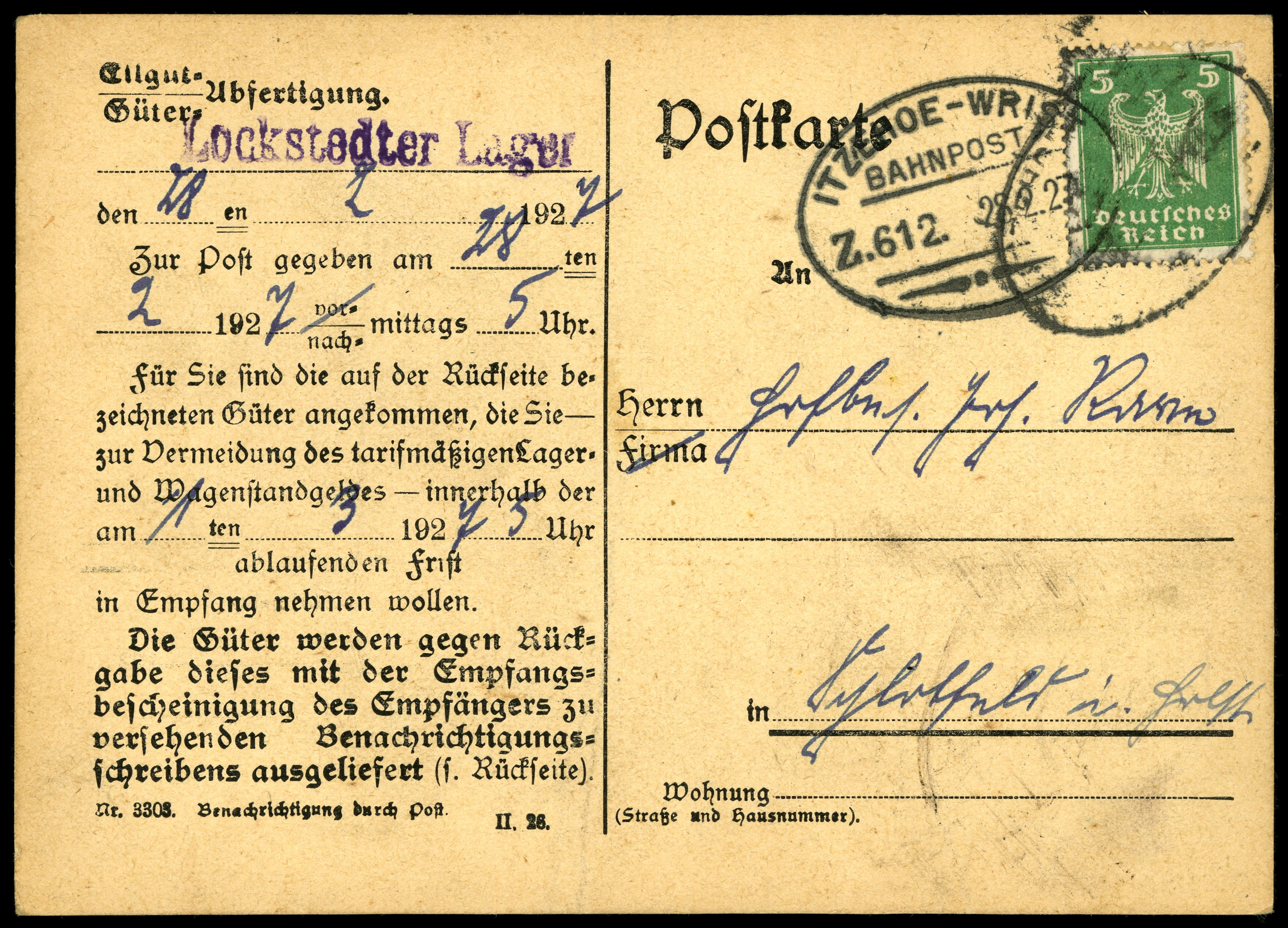
Bahnpoststempel 1927
Personalfahrkarte aus Hohenlockstedt
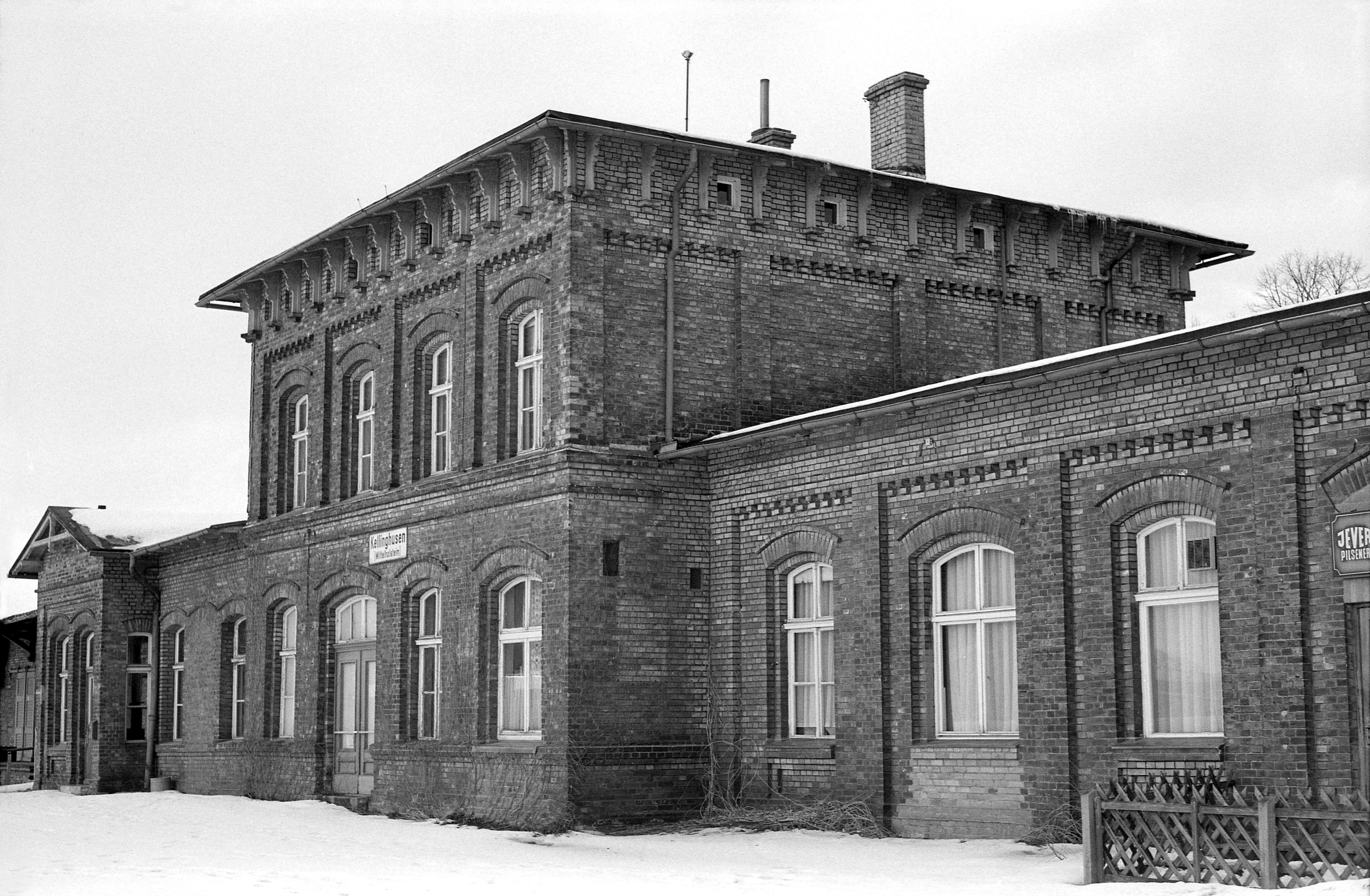
Der ehemalige Bahnhof in Kellinghusen (abgerissen)
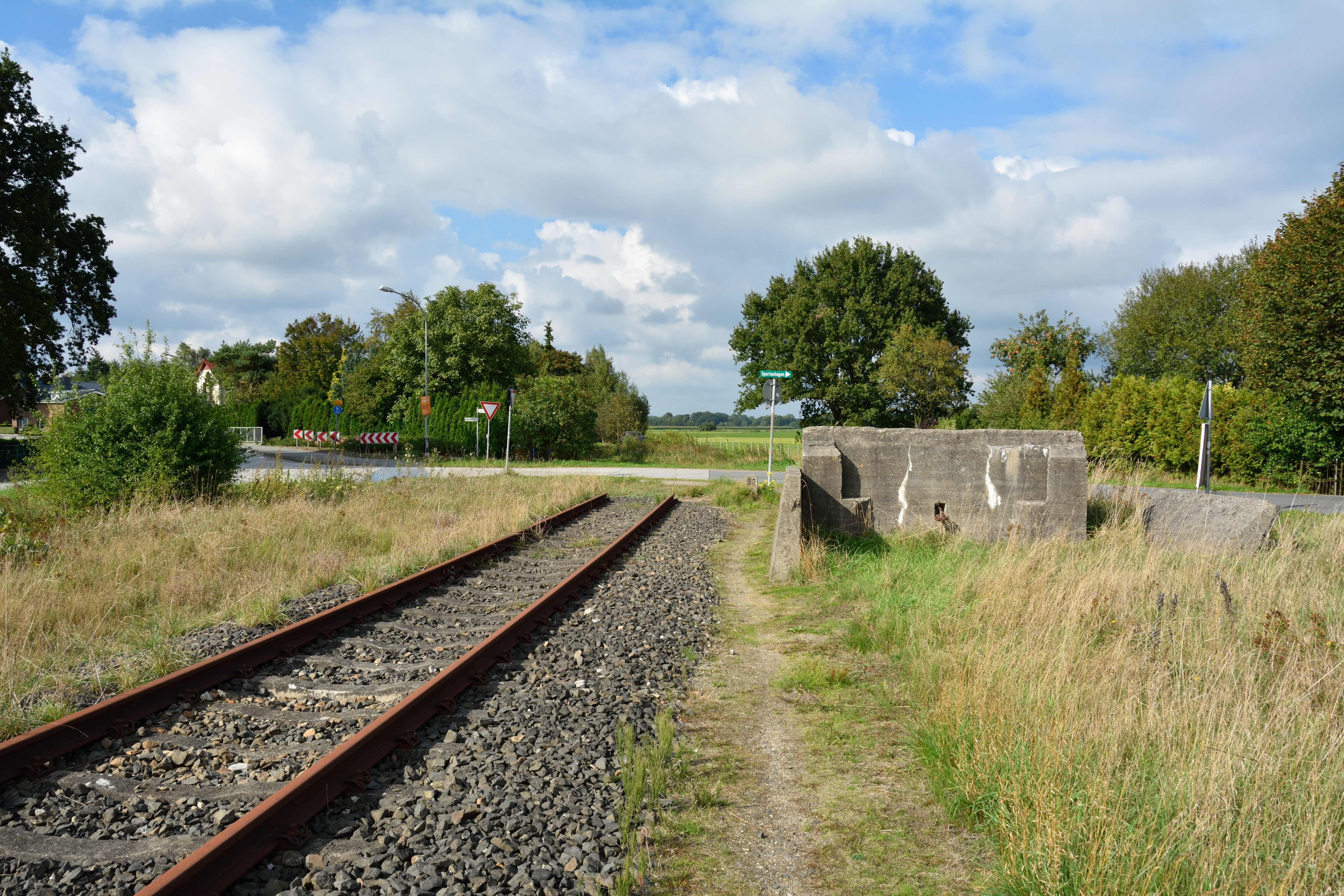
Ende der Bahnstrecke im September 2014 in Wrist
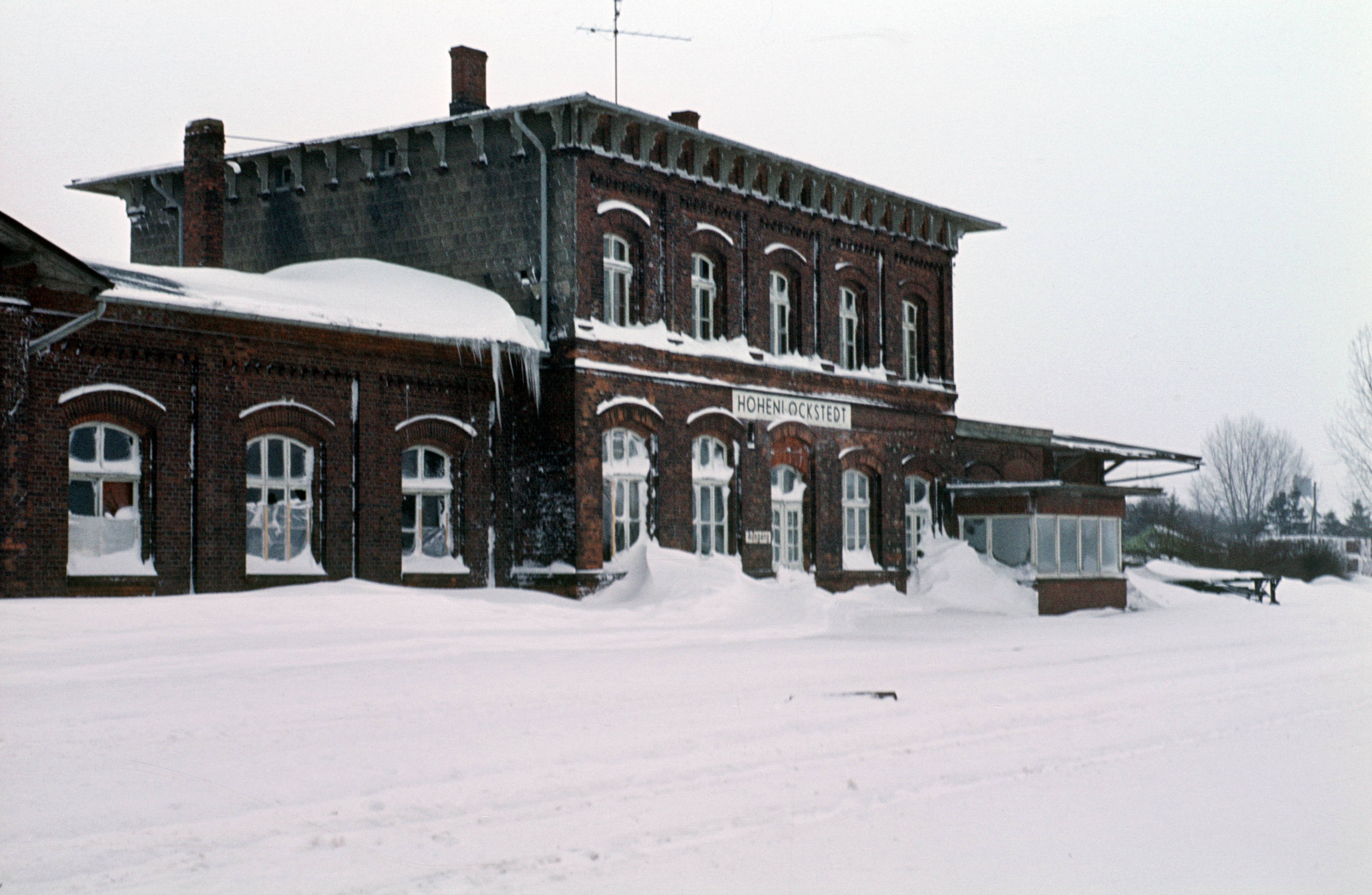
Der Bahnhof in Hohenlockstedt während der Schneekatastrophe in Norddeutschland 1978

### Rückbau
2012 waren nur noch die Gleisanlagen zwischen dem Itzehoer Bahnhof und dem Stadtteil Edendorf und kurze Reste am Bahnhof Wrist in Richtung Kellinghusen vorhanden. In Hohenlockstedt wurde die Trasse teilweise mit Einfamilienhäusern bebaut. Zwischen Edendorf und Hohenlockstedt wurde sie zum Radwanderweg umgebaut. Im Februar 2015 begann der Rückbau zwischen Itzehoe und Edendorf. Die Trasse wird Teil des vorgenannten Radwegs.

### Reaktivierungspläne Wrist–Kellinghusen
Seit Ende 2011 strebt das Land Schleswig-Holstein eine Reaktivierung des Abschnitts Wrist–Kellinghusen an. Zum Fahrplanwechsel im Dezember 2014 wurde eine neue Regionalbahnlinie Hamburg–Elmshorn–Wrist eingeführt, die perspektivisch bis Kellinghusen verlängert werden soll. Sie wird von der nordbahn Eisenbahngesellschaft betrieben.
Der Bürgermeister der Stadt Kellinghusen, Axel Pietsch, steht den Reaktivierungsplänen aufgeschlossen gegenüber. Am 20. Juni 2012 sprach sich auch der Kellinghusener Stadtrat einstimmig für das Vorhaben aus. Nach Angaben des Verkehrsministeriums des Landes Schleswig-Holstein war 2016 die Finanzierung gesichert. Im Dezember 2019 befürwortete der Landtag Schleswig-Holstein das Projekt. Im August 2023 war das Projekt in der Phase der Entwurfsplanung. 2024 war die Reaktivierung auf 2029 verschoben.

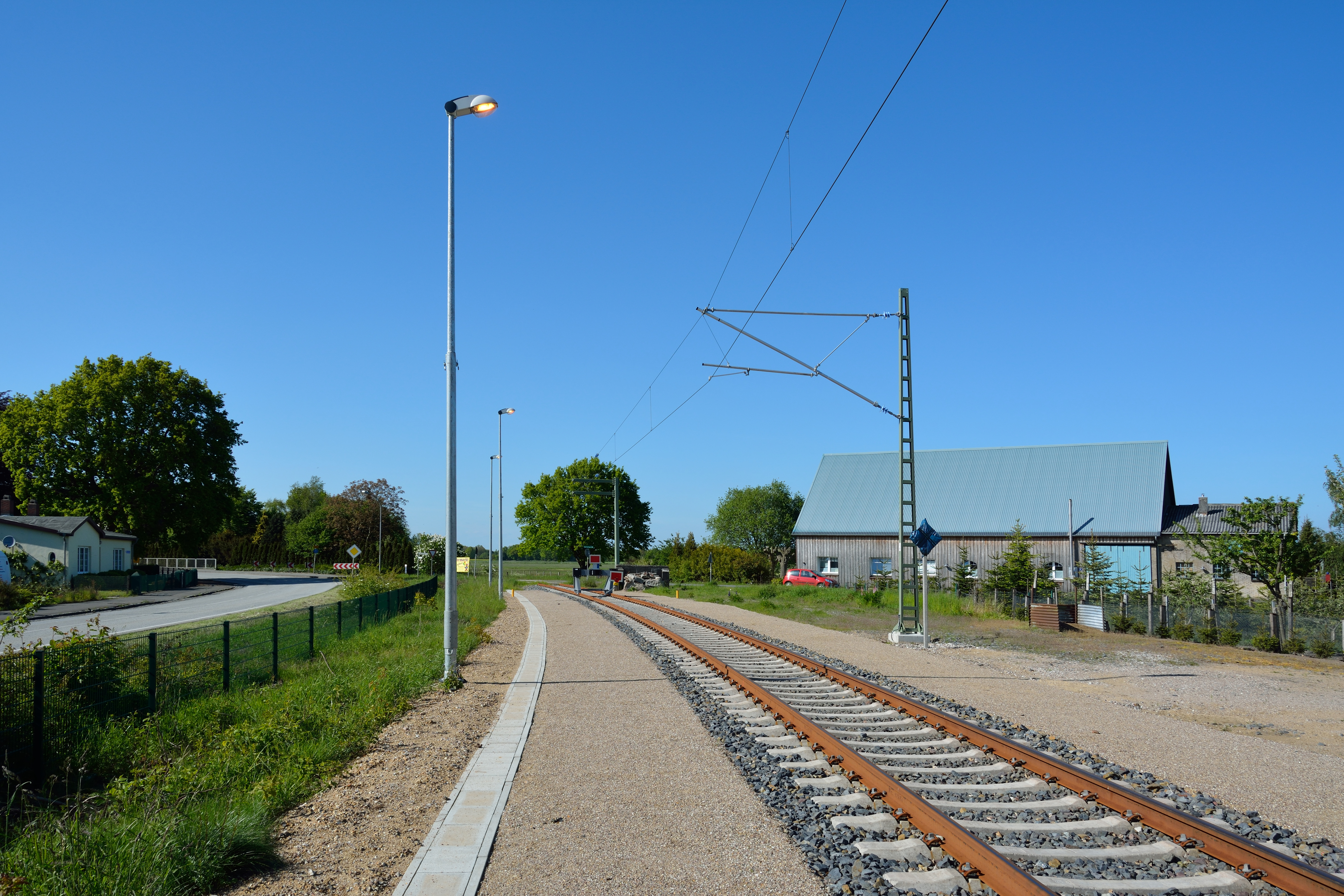
In Wrist wurde ein Teilstück des Streckengleises im Mai 2015 erneuert und elektrifiziert, um es als Abstellgleis zu nutzen
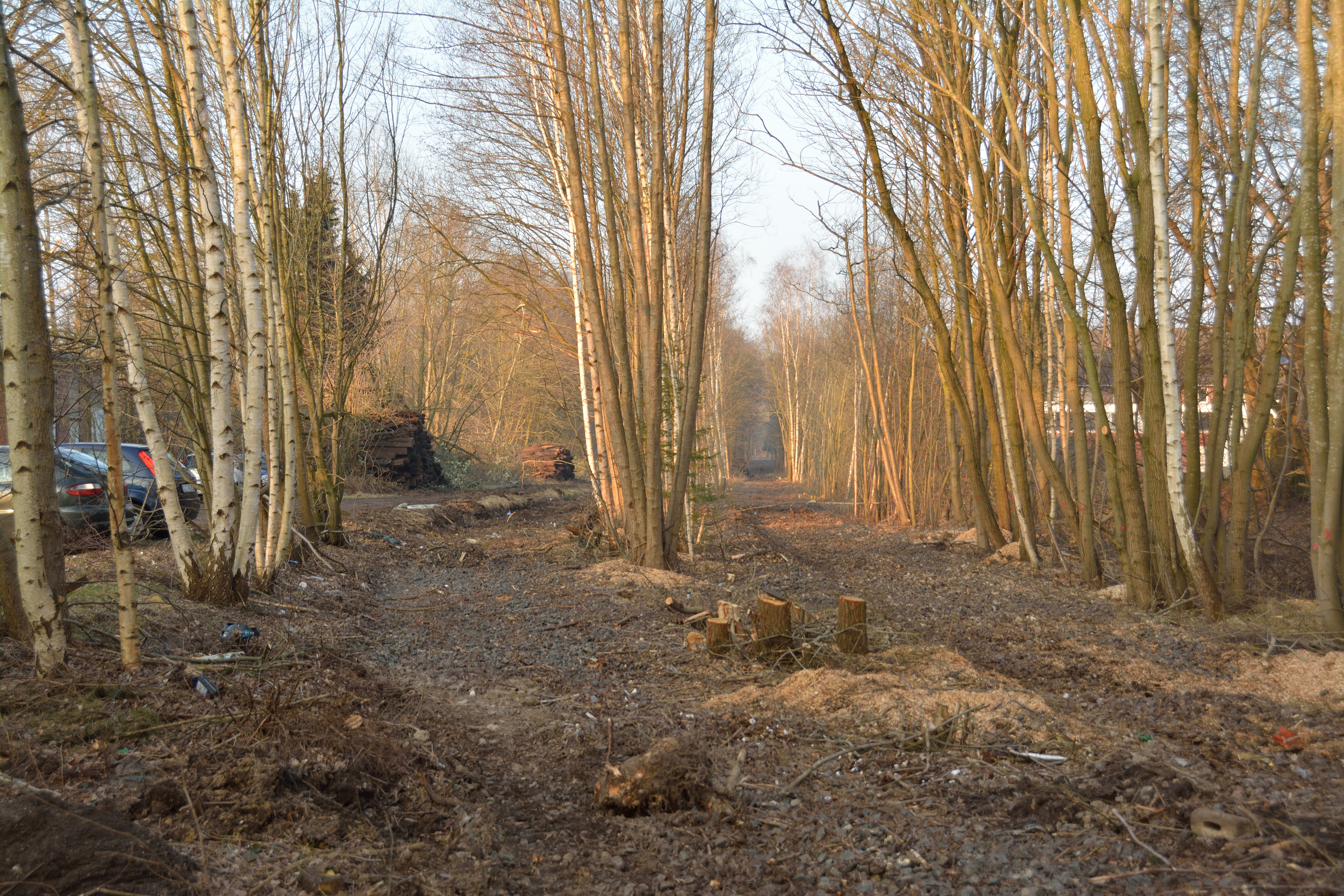
Der ehemalige Bahnhof Edendorf im Februar 2015 während des Rückbaus der Gleisanlagen. Es gab dort ehemals zwei Gleise.